# Edward Granville Browne
Edward Granville Browne (Stouts Hill, 7 febbraio 1862 – Cambridge, 5 gennaio 1926) è stato un iranista britannico.
E.G. Browne fu autore di numerose pubblicazioni accademiche, specialmente nel settore storico e letterario.
Pur avendo vinto una cattedra di Lingua araba, molte delle sue pubblicazioni riguardano la Persia islamica (oggi Iran e Afghanistan occidentale), ma egli è probabilmente noto per la sua documentazione e le narrazioni storiche riguardanti il movimento Bábí, fatto conoscere nel mondo occidentale dal francese Arthur de Gobineau. Pubblicò infatti due traduzioni di storia Bábí e scrisse numerosi contributi attinenti alla prima storia Bábí e Bahá'í.

## Biografia

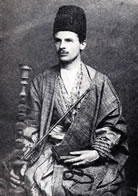
Edward Granville Browne

Nacque a Stouts Hill, vicino a Uley, nel Gloucestershire, figlio dell'ingegnere civile Benjamin Chapman Browne e di sua moglie Annie. Dopo essersi formato al Trinity College di Perth and Kinross, proseguì gli studi a Eton e alla facoltà di fisica della futura Università di Newcastle.
Divenne lettore di scienze naturali al Pembroke College di Cambridge, stringendo conoscenza con gli orientalisti Edward Henry Palmer, William Wright, Edward Byles Cowell e James Redhouse. Trascorse altri due anni all'Università di Cambridge ad apprendere le lingue indiane (indostano, sanscrito, persiano e arabo), conseguendo a Londra il baccellierato in medicina. Nel 1887 divenne assistente al Pembroke e, di ritorno da un lungo viaggio in Iran, divenne lettore nello stesso ateneo.
Tra i Persiani - al tempo particolarmente sospettosi nei confronti degli stranieri, e in particolar modo dei britannici e russi, a causa delle ambiziose mire politiche nutrite dai loro governi nei confronti dell'area vicino e medio-orientale, Edward Browne fu assai ben accolto dalla popolazione che conosceva lui e il suo impegno scientifico senza fini reconditi e come tale è considerato ancor oggi, tanto che in suo onore fu intitolata una strada di Tehran e contestualmente eretta anche una statua, ricordi che non rimasero coinvolti nelle polemiche anti-occidentali spesso promosse dal regime iraniano repubblicano.
Nel suo A Year Among the Persians (1893) tracciò un ritratto simpatetico di una società persiana che ben pochi Occidentali conoscevano, inclusa una schietta narrazione sugli effetti dell'oppio. Il suo impegno attirò in vita l'attenzione solo degli specialisti ma dopo la sua morte nel 1926 i suoi lavori furono più volte ristampati e sono diventati classici della letteratura di viaggio.

Pubblicò anche il primo volume della sua A Literary History of Persia nel 1902, che conobbe nuove edizioni nel 1906, 1920 e nel 1924.

Ad aprile del 1902 ricevette il titolo di Sir Thomas Adams's Professor of Arabic.
Nel 1906 sposò Alice Caroline, figlia di Francis Henry Blackburne Daniell (1845-1921), con la quale ebbe due figli.
Nell'Università di Cambridge, Browne fu il principale artefice della creazione di una scuola di lingue orientali viventi, in connessione con l'istruzione da impartire ai candidati per il servizio civile britannico destinati all'Egitto e al Sudan e per il servizio consolare in Libano.In occasione del 60º compleanno gli fu dedicato un ampio Festschrift.

## Opere
- Religious Systems of the World: A Contribution to the Study of Comparative Religion (1889)
- A Traveller's Narrative: Written to illustrate the episode of the Bab (1891)
- A Year Among the Persians (1893)
- A chapter from the history of Cannabis Indica (1897)
- A Literary History of Persia (1908)
- The Persian Revolution of 1905-1909 (1910)
- Arabian Medicine(1921)